# Lista procesorów Duron

## Procesory typu desktop

### Duron (Jądro "Spitfire")
| Model     | Zegar   | L2 Cache | FSB        | Mnożnik | Napięcie | TDP         | Data wprowadzenia    | Numer modelu |
| --------- | ------- | -------- | ---------- | ------- | -------- | ----------- | -------------------- | ------------ |
| Duron 600 | 600 MHz | 64 KiB   | 2x 100 MHz | 6x      | 1,60 V   | 22,7 27,4 W | 19 czerwca 2000      | D600AUT1B    |
| Duron 650 | 650 MHz | 64 KiB   | 2x 100 MHz | 6,5x    | 1,60 V   | 24,3 29,4 W | 19 czerwca 2000      | D650AUT1B    |
| Duron 700 | 700 MHz | 64 KiB   | 2x 100 MHz | 7x      | 1,60 V   | 25,5 31,4 W | 19 czerwca 2000      | D700AUT1B    |
| Duron 750 | 750 MHz | 64 KiB   | 2x 100 MHz | 7,5x    | 1,60 V   | 31,2 33,4 W | 5 września 2000      | D750AUT1B    |
| Duron 800 | 800 MHz | 64 KiB   | 2x 100 MHz | 8x      | 1,60 V   | 35,4 W      | 17 października 2000 | D800AUT1B    |
| Duron 850 | 850 MHz | 64 KiB   | 2x 100 MHz | 8,5x    | 1,60 V   | 37,4 W      | 8 stycznia 2001      | D850AUT1B    |
| Duron 900 | 900 MHz | 64 KiB   | 2x 100 MHz | 9x      | 1,60 V   | 39,5 W      | 2 kwietnia 2001      | D900AUT1B    |
| Duron 950 | 950 MHz | 64 KiB   | 2x 100 MHz | 9,5x    | 1,60 V   | 41,5 W      | 6 czerwca 2001       | D950AUT1B    |

### Duron (Jądro "Morgan")
| Model      | Zegar    | L2 Cache | FSB        | Mnożnik | Napięcie | TDP    | Data wprowadzenia   | Numer modelu |
| ---------- | -------- | -------- | ---------- | ------- | -------- | ------ | ------------------- | ------------ |
| Duron 900  | 900 MHz  | 64 KiB   | 2x 100 MHz | 9x      | 1,75 V   | 42,7 W |                     | DHD900AMT1B  |
| Duron 950  | 950 MHz  | 64 KiB   | 2x 100 MHz | 9,5x    | 1,75 V   | 44,4 W |                     | DHD950AMT1B  |
| Duron 1000 | 1000 MHz | 64 KiB   | 2x 100 MHz | 10x     | 1,75 V   | 46,1 W | 20 sierpnia 2001    | DHD1000AMT1B |
| Duron 1100 | 1100 MHz | 64 KiB   | 2x 100 MHz | 11x     | 1,75 V   | 50,3 W | 1 października 2001 | DHD1100AMT1B |
| Duron 1200 | 1200 MHz | 64 KiB   | 2x 100 MHz | 12x     | 1,75 V   | 54,7 W | 15 listopada 2001   | DHD1200AMT1B |
| Duron 1300 | 1300 MHz | 64 KiB   | 2x 100 MHz | 13x     | 1,75 V   | 60 W   | 21 stycznia 2002    | DHD1300AMT1B |

### Duron (Jądro "Applebred")
| Model      | Zegar    | L2 Cache | FSB        | Mnożnik | Napięcie | TDP  | Data wprowadzenia | Numer modelu |
| ---------- | -------- | -------- | ---------- | ------- | -------- | ---- | ----------------- | ------------ |
| Duron 1400 | 1400 MHz | 64 KiB   | 2x 133 MHz | 10,5x   | 1,50 V   | 57 W | 21 sierpnia 2003  | DHD1400DLV1C |
| Duron 1600 | 1600 MHz | 64 KiB   | 2x 133 MHz | 12x     | 1,50 V   | 57 W | 21 sierpnia 2003  | DHD1600DLV1C |
| Duron 1800 | 1800 MHz | 64 KiB   | 2x 133 MHz | 13,5x   | 1,50 V   | 57 W | 21 sierpnia 2003  | DHD1800DLV1C |

## Procesory mobilne

### Mobile Duron (Jądro "Spitfire")
| Model            | Zegar   | L2 Cache | FSB        | Mnożnik | Napięcie | TDP | Data wprowadzenia | Numer modelu |
| ---------------- | ------- | -------- | ---------- | ------- | -------- | --- | ----------------- | ------------ |
| Mobile Duron 600 | 600 MHz | 64 KiB   | 2x 100 MHz | 6x      | 1,4 V    |     | 15 stycznia 2001  |              |
| Mobile Duron 700 | 700 MHz | 64 KiB   | 2x 100 MHz | 7x      | 1,4 V    |     | 15 stycznia 2001  |              |

### Mobile Duron (Jądro "Morgan")
| Model             | Zegar    | L2 Cache | FSB        | Mnożnik | Napięcie | TDP  | Data wprowadzenia | Numer modelu |
| ----------------- | -------- | -------- | ---------- | ------- | -------- | ---- | ----------------- | ------------ |
| Mobile Duron 800  | 800 MHz  | 64 KiB   | 2x 100 MHz | 8x      | 1,50 V   | 25 W | 14 maja 2001      |              |
| Mobile Duron 850  | 850 MHz  | 64 KiB   | 2x 100 MHz | 8,5x    | 1,50 V   | 25 W | 14 maja 2001      |              |
| Mobile Duron 900  | 900 MHz  | 64 KiB   | 2x 100 MHz | 9x      | 1,50 V   | 25 W | 20 sierpnia 2001  |              |
| Mobile Duron 950  | 950 MHz  | 64 KiB   | 2x 100 MHz | 9,5x    | 1,50 V   | 25 W | 12 listopada 2001 |              |
| Mobile Duron 1000 | 1000 MHz | 64 KiB   | 2x 100 MHz | 10x     | 1,50 V   | 25 W | 17 grudnia 2001   |              |
| Mobile Duron 1100 | 1100 MHz | 64 KiB   | 2x 100 MHz | 11x     | 1,50 V   | 25 W | 30 stycznia 2002  | DHM1200AQQ1B |
| Mobile Duron 1200 | 1200 MHz | 64 KiB   | 2x 100 MHz | 12x     | 1,50 V   | 25 W | 30 stycznia 2002  | DHM1300ALQ1B |